# San Fu Maltha
 (octobre 2018).
Si vous disposez d'ouvrages ou d'articles de référence ou si vous connaissez des sites web de qualité traitant du thème abordé ici, merci de compléter l'article en donnant les références utiles à sa vérifiabilité et en les liant à la section « Notes et références ».
San Fu Maltha, né le 17 juillet 1958 à  Rotterdam, est un producteur et distributeur néerlandais.
En 1995, il fonde la société de production « Fu Works ». En 1999, il confonde la société de distribution « A-Film ». Il produit des longs métrages néerlandais, dont Zwartboek (2006), Alles is liefde (2007) et Kenau (2014), des séries télévisées et des documentaires.

## Biographie
San Fu Maltha naît le 17 juillet 1958 à Rotterdam aux Pays-Bas.
Il commence sa carrière cinématographique en tant que responsable du marketing et de la publicité pour Warner Bros. et Columbia TriStar. Il occupe différents postes pour la société Meteor Film. Lorsque Meteor Film est vendu à PolyGram, il est devient le directeur des acquisitions de PolyGram International au Royaume-Uni
En 1995, il fonde sa propre société de production « Fu Works ». Il produit des longs métrages néerlandais, parmi lesquels Phileine Says Sorry (2003) et Black Book (2006), et des documentaires. En 2008, sa production cinématographique Winter in Wartime est sortie, réalisée par Martin Koolhoven, basée sur le roman de Jan Terlouw.
En 1999, il confonde le distributeur de films A-Film. Il en est directeur général jusqu'en 2006, date à laquelle il vend sa participation majoritaire en raison de la pression du travail de sa société de production Fu Works.
San Fu Maltha a trois fils. Ils sont installés à Bilthoven aux Pays-Bas.
Deux de ses films ont été présélectionnés pour le segment du meilleur film en langue étrangère des Oscars : Black Book et Winter in Wartime. Les deux ont été achetés par Sony Classics aux États-Unis.

## Filmographie
- 2001 : Costa! de Johan Nijenhuis[6]
- 2002 : Soul Assassin de Laurence Malkin[7]
- 2003 : Phileine Says Sorry de Robert Jan Westdijk[8]
- 2004 : In Orange de Joram Lürsen
- 2006 : Figner, The End of a Silent Century de Nathalie Alonso Casale[9]
- 2006 : Made in Korea: A One Way Ticket Seoul-Amsterdam? de In-Soo Radstake
- 2006 : 4 Elements de Jiska Rickels[10]
- 2006 : Black Book de Paul Verhoeven[11]
- 2007 : Love is all de Joram Lürsen[12]
- 2008 : Brat de Roel Boorsma et Berend Boorsma[13]
- 2008 : In Real Life de Robert Jan Westdijk
- 2008 : Winter in Wartime de Martin Koolhoven[14]
- 2009 : Separation City de Paul Middleditch[15]
- 2009 : Spion van Oranje de Tim Oliehoek[16]
- 2010 : The Aviatrix of Kazbek de Ineke Smits[17]
- 2010 : Deep Water de Brian Yuzna[18]
- 2010 : Tirza de Rudolf van den Berg[19]
- 2011 : Portable Life de Fleur Boonman
- 2012 : Milo de Roel Boorsma et Berend Boorsma[20]
- 2012 : Het Bombardement de Ate de Jong[21]
- 2012 : Süskind de Rudolf van den Berg[22]
- 2014 : The Pool de Chris W Mitchell[23]
- 2015 : Que viva Eisenstein! de Peter Greenaway[24]
- 2016 : Alberta de Eddy Terstall et Erik Wünsch[25]
- 2016 : A Real Vermeer de Rudolf van den Berg[26]